# Sebastián Mora
Pour les articles homonymes, voir Mora.
Mora  Vedri est un nom espagnol. Le premier nom de famille, en général paternel, est Mora ; le second, en général maternel, souvent omis, est Vedri.
Sebastián Mora Vedri, né le 19 février 1988 à Villarreal, est un coureur cycliste espagnol. Coureur évoluant sur route et sur piste, il compte sept médailles aux mondiaux sur piste, dont le titre sur le scratch en 2016 et celui de la course aux points en 2024, ainsi que six titres de champion d'Europe obtenus entre 2015 et 2020.

## Biographie
En 2006, Sebastián Mora devient champion d’Espagne du scratch chez les juniors (moins de 19 ans). En 2010, il est champion d'Europe espoirs (moins de 23 ans) du scratch et de l'américaine. Aux championnats du monde 2012 à Melbourne, il prend la cinquième place de l'américaine et de la poursuite par équipes. Il participe aux Jeux olympiques d'été de 2012 à Londres et prend la sixième place de la poursuite par équipes.
En 2015, lors des championnats d'Europe sur piste tenus à Granges, il remporte deux médailles d'or en course à l'américaine (avec Albert Torres) et en course scratch.
Lors des mondiaux sur piste 2016, il devient champion du monde du scratch  et obtient la médaille de bronze avec Albert Torres en course à l'américaine. Il est également une nouvelle fois champion d'Europe de course à l'américaine avec Albert Torres. Ses succès lui ont valu des honneurs dans sa ville natale.
En 2018, Mora et Torres deviennent vice-champions du monde de course à l'américaine. Au mois d'août, ils se classent quatrième du championnat d'Europe de la spécialité. L'année suivante, Mora remporte la médaille d'argent de la course aux points aux championnats du monde, à 28 points du vainqueur Jan-Willem van Schip. Il devient également  champion d'Europe du scratch pour la deuxième fois. 
En 2020, il décroche deux autres titres de champion d'Europe sur la course aux points et l'américaine (avec Albert Torres), portant son total à dix titres continentaux. Aux mondiaux de Berlin, il récolte la médaille d'argent sur la course aux points et le bronze sur le scratch. En août 2021, il participe aux Jeux olympiques de Tokyo et se classe sixième de l'américaine. En fin d'année, il est deuxième du classement général de la Ligue des champions.
En août 2022, il est médaille de bronze de l'omnium au championnat d'Europe, deux mois après une fracture de la clavicule.

## Palmarès sur piste

### Jeux olympiques
| Édition / Épreuve | Poursuite par équipes | Course à l'américaine |
| Londres 2012      | 6e                    |                       |
| Tokyo 2020        |                       | 6e                    |
| Paris 2024        |                       | 8e                    |

### Championnats du monde
| Édition / Épreuve              | Poursuite individuelle | Poursuite par équipes | Course aux points | Américaine                  | Scratch |
| Melbourne 2012                 | 15e                    | 5e                    |                   | 5e                          |         |
| Minsk 2013                     | 8e                     | 4e                    |                   |                             |         |
| Cali 2014                      | 9e                     | 5e                    |                   |                             |         |
| Saint-Quentin-en-Yvelines 2015 | 14e                    |                       |                   |                             |         |
| Londres 2016                   |                        |                       |                   | Bronze (avec Albert Torres) | Or      |
| Hong Kong 2017                 |                        | 13e                   |                   | 7e                          | 11e     |
| Apeldoorn 2018                 |                        |                       |                   | Argent (avec Albert Torres) |         |
| Pruszków 2019                  |                        |                       | Argent            | 5e                          |         |
| Berlin 2020                    |                        |                       | Argent            | 10e                         | Bronze  |
| Ballerup 2024                  |                        |                       | Or                |                             |         |

### Coupe du monde
- 2013-2014
  - 3e de la poursuite à Manchester
- 2016-2017
  - 1er de l'américaine à Glasgow (avec Albert Torres)
- 2018-2019
  - 3e de l'américaine à Londres
- 2019-2020
  - 2e de la course aux points à Minsk
  - 2e du scratch à Minsk
  - 2e du scratch à Glasgow
  - 3e de l'américaine à Minsk

### Coupe des nations
- 2022
  - 2e de l'omnium à Glasgow
- 2023
  - Classement général de l'omnium
  - 3e de l'omnium à Jakarta
- 2024
  - 2e de l'américaine à Hong Kong
- 2025
  - 1er de la course à l'américaine à Konya (avec Albert Torres)

### Ligue des champions
- 2021
  - 1er du scratch à Panevėžys
  - 1er de l'élimination à Panevėžys
  - 3e de l'élimination à Palma
  - 3e du scratch à Londres
  - 3e de l'élimination à Londres
- 2022
  - 1er du scratch à Paris
  - 2e du scratch à Palma
  - 3e de l'élimination à Londres (I)
- 2023
  - 3e de l'élimination à Paris
  - 3e de l'élimination à Londres (I)
  - 3e du scratch à Londres (II)

### Championnats d'Europe
| Édition / Épreuve                | Poursuite individuelle | Course aux points | Américaine                | Scratch | Omnium |
| Saint-Pétersbourg 2010 (espoirs) | 6e                     |                   | Or (avec Airán Fernández) | Or      |        |
| Apeldoorn 2011                   |                        | 4e                |                           |         |        |
| Apeldoorn 2013                   |                        | 5e                | 9e                        |         |        |
| Granges 2015                     |                        |                   | Or (avec Albert Torres)   | Or      |        |
| Saint-Quentin-en-Yvelines 2016   |                        |                   | Or (avec Albert Torres)   |         |        |
| Berlin 2017                      |                        |                   | 5e                        |         |        |
| Glasgow 2018                     |                        |                   | 4e                        |         |        |
| Apeldoorn 2019                   |                        |                   | 5e                        | Or      |        |
| Plovdiv 2020                     |                        | Or                | Or (avec Albert Torres)   |         |        |
| Munich 2022                      |                        |                   | 5e                        |         | Bronze |
| Granges 2023                     |                        |                   | 6e                        |         | 5e     |
| Apeldoorn 2024                   |                        | Argent            | 10e                       | 5e      |        |

### Six Jours
- Rotterdam : 2016 (avec Albert Torres)
- Palma : 2018 (avec Albert Torres)

### Championnats nationaux
| - 2005 - 2e du championnat d'Espagne de scratch juniors - 2006 - Champion d'Espagne de scratch juniors - 3e du championnat d'Espagne de poursuite juniors - 2010 - Champion d'Espagne d'omnium espoirs - 2e du championnat d'Espagne de poursuite espoirs - 2e du championnat d'Espagne de course aux points espoirs - 2011 - 2e du championnat d'Espagne de poursuite - 2e du championnat d'Espagne de scratch - 2012 - 2e du championnat d'Espagne de poursuite - 3e du championnat d'Espagne de l'américaine - 2013 - Champion d'Espagne de poursuite - 2e du championnat d'Espagne de l'américaine - 3e du championnat d'Espagne de scratch - 2014 - Champion d'Espagne de poursuite - Champion d'Espagne de l'américaine - 2e du championnat d'Espagne de course aux points - 3e du championnat d'Espagne de scratch - 2015 - Champion d'Espagne de poursuite - Champion d'Espagne de l'américaine - 2e du championnat d'Espagne de course aux points - 3e du championnat d'Espagne de poursuite par équipes | - 2016 - Champion d'Espagne de course aux points - 2e du championnat d'Espagne de scratch - 2e du championnat d'Espagne de l'américaine - 2e du championnat d'Espagne de poursuite - 3e du championnat d'Espagne de poursuite par équipes - 2017 - 2e du championnat d'Espagne de poursuite - 2e du championnat d'Espagne de poursuite par équipes - 2e du championnat d'Espagne de course aux points - 2018 - Champion d'Espagne de poursuite - Champion d'Espagne de l'américaine (avec Óscar Pelegrí) - 2e du championnat d'Espagne de course aux points - 3e du championnat d'Espagne de poursuite par équipes - 2022 - Champion d'Espagne de l'américaine (avec Iker Bonillo) - Champion d'Espagne d'omnium - 2023 - Champion d'Espagne de l'américaine (avec Iker Bonillo) |  |

### Autres compétitions
- 2015-2016
  - 2e de l'américaine à Cali

## Palmarès sur route

### Par années
| - 2013 - Champion de la province de Valence sur route - Gran Premio Ayuntamiento de Traiguera - 3e du Grand Prix Macario - 3e du Mémorial Pascual Momparler - 2014 - Carrera de Les Alqueries - Trofeo Museo del Azulejo - Utsunomiya-shi Criterium - 5e étape du Tour de Thaïlande - 2015 - Champion de la Communauté valencienne sur route - Champion de la Communauté valencienne du contre-la-montre - Champion de Catalogne du contre-la-montre - Challenge de la Communauté valencienne - Grans Clàssiques - Trofeu Joan Escolà - 2e étape du Gran Premi Vila-real - 4e étape du Tour de la province de Valence - 2e de la Ronde du Maestrazgo - 3e du Gran Premio San Lorenzo | - 2016 - Elite Circuit Series - 2e de l'Otley Grand Prix - 2e du Beverley Grand Prix - 2017 - Liga Social de Castellón - Trofeu Festes Sant Xotxim - 3e de l'Otley Grand Prix - 2018 - Champion d'Espagne du contre-la-montre amateurs - Champion de la Communauté valencienne sur route - 1re (contre-la-montre) et 3e étapes du Challenge de la Plana - Gran Premi Odena - 2e étape du Tour de Ségovie - Prueba Loinaz - Gran Premio San Lorenzo - Gran Premio Santísimo Cristo del Calvario - Trofeu Festes Sant Xotxim - 3e étape du Tour de Valence (contre-la-montre) - 2e du Gran Premio Primavera de Ontur - 2e du Tour de Ségovie |  |

### Classements mondiaux
| Année                                 | 2011 | 2012 | 2013 | 2014 | 2015 | 2016  | 2017  | 2018  | 2019  | 2020 | 2021  | 2022 | 2023  |
| ------------------------------------- | ---- | ---- | ---- | ---- | ---- | ----- | ----- | ----- | ----- | ---- | ----- | ---- | ----- |
| Classement mondial                    |      |      |      |      |      | 2630e | 2693e | 2176e | 1866e | nc   | 2339e | nc   | 2352e |
| UCI Europe Tour                       | nc   | nc   | nc   | nc   | nc   | 1775e | 1642e | 1442e | 1229e | nc   | 1561e | nc   | nc    |
| UCI Asia Tour                         | nc   | nc   | nc   | 312e | nc   | nc    | nc    | nc    |       |      |       |      |       |
| UCI America Tour                      | 382e | nc   | nc   | nc   | nc   | nc    | nc    | nc    |       |      |       |      |       |
|                                       |      |      |      |      |      |       |       |       |       |      |       |      |       |
| Légende : nc = non classéSource : UCI |      |      |      |      |      |       |       |       |       |      |       |      |       |